# Guðni Th. Jóhannesson
Guðni Thorlacius Jóhannesson (/ˈkvʏðnɪ ˈtʰɔrlaˌsiːʏs ˈjouːhanɛsɔn/), né le 26 juin 1968 à Reykjavik, est un historien et homme d'État islandais. Il est président de l'Islande de 2016 à 2024.

## Biographie
Fils de l'enseignante et journaliste Margrét Thorlacius et du professeur de sport Jóhannes Sæmundsson, Guðni Thorlacius Jóhannesson naît le 26 juin 1968. Il a deux frères, Patrekur, joueur et entraîneur de handball, et Jóhannes, informaticien. Son père meurt d'un cancer en 1983.

### Carrière d'historien
Diplômé en histoire et en science politique de l'université de Warwick en 1991, Guðni Th. Jóhannesson obtient une maîtrise ès arts à l'université d'Islande en 1997. Il y étudie notamment la langue russe. Deux ans plus tard, il obtient une maîtrise en histoire au St Antony's College de l'université d'Oxford. En 2003, il obtient un doctorat en histoire au Queen Mary University of London.
D'abord chargé de cours en histoire aux universités d'Islande, de Bifröst et de Londres, il travaille ensuite comme maître de conférences à l'université de son pays. Spécialiste de l'histoire de l'Islande, on lui doit d'importants travaux portant notamment sur la guerre de la morue, la crise financière de 2008-2011 et la présidence de la République. Il a signé également une biographie de Gunnar Thoroddsen et un ouvrage sur la présidence de Kristján Eldjárn.

### Président d'Islande
Le 5 mai 2016, Guðni Th. Jóhannesson annonce tardivement sa candidature à l'élection présidentielle du 25 juin suivant dont il sort vainqueur avec 39,1 % des voix, contre 27,9 % à sa principale opposante, la femme d'affaires Halla Tómasdóttir, 14,3 % à l'écrivain Andri Snær Magnason et 13,7 % à l'ancien Premier ministre Davíð Oddsson. 
Candidat sans étiquette apprécié pour sa sobriété et son indépendance, Guðni Jóhannesson devient à 48 ans le plus jeune président élu de l'histoire de l'Islande. Si le rôle du président est avant tout protocolaire, son programme comprend la mise en place de référendums d’initiative populaire. Son élection est éclipsée par les performances de l'équipe d'Islande de football à l'Euro 2016, si bien que le premier événement du président-élu est de se rendre en France pour assister à la rencontre entre l'Islande et l'Angleterre où des milliers d'Islandais se trouvent. Neuf bureaux de vote avaient d'ailleurs été installés sur le territoire français.
Le 1er août suivant, il est investi dans ses fonctions et succède à Ólafur Ragnar Grímsson.
Au cours de son allocution le 1er janvier 2020, Guðni annonce son intention de se représenter pour un second mandat. Il encourage notamment les débats sur la mise en œuvre de la nouvelle constitution islandaise à se poursuivre.
Il est réélu lors de l'élection présidentielle de 2020 avec plus de 90 % des voix, opposé à un seul candidat.
Le 1er janvier 2024, il annonce qu'il ne briguera pas de troisième mandat lors de l'élection présidentielle du 1er juin suivant.

### Prises de position
Guðni Th. Jóhannesson indique être hostile à l'entrée de l'Islande au sein de l'Union européenne, suivant en cela l'opinion de son prédécesseur.

### Vie privée
Guðni Th. Jóhannesson est père de cinq enfants. De son premier mariage, avec Elín Haraldsdóttir, est née en 1994 une fille, Rut. En 1998, il rencontre son actuelle épouse, la Canadienne Eliza Reid. Ensemble, ils ont quatre enfants, trois garçons prénommés Duncan Tindur (né en 2007), Donald Gunnar (2009), Sæþór Peter (2011), et une fille, Edda Margrét (2013).